# Koppenhága főpályaudvar
Koppenhága főpályaudvar vasútállomás Dánia fővárosában, Koppenhágában.
A vasútállomásra egyaránt érkeznek elővárosi (S-tog), regionális és nemzetközi járatok is.

## Vasútvonalak
Az állomást az alábbi vasútvonalak érintik:
- Koppenhága–Fredericia/Taulov-vasútvonal

- Koppenhága-Fredericia-vasútvonal
- Boulevardbanen
- Koppenhága-Malmö-vasútvonal
- Kystbanen
- Køgebugtbanen
- Nordbanen
- Vestbanen

## Kapcsolódó állomások
A vasútállomáshoz az alábbi állomások vannak a legközelebb:
- Ørestad vasútállomás (Malmö centralstation, Göteborgs centralstation, Koppenhága-Malmö-vasútvonal, Øresundstog)
- Dybbølsbro vasútállomás (Høje Taastrup vasútállomás, Solrød Strand vasútállomás, Frederikssund vasútállomás, Vestbanen, A, B, C, S-tog Bx)
- Vesterport vasútállomás (Hillerød vasútállomás, Farum vasútállomás, Klampenborg vasútállomás, Buddinge vasútállomás, Nordbanen, A, B, C, S-tog Bx)
- Valby vasútállomás (Korsør Station, Koppenhága-Fredericia-vasútvonal)
- Nørreport vasútállomás (Østerport vasútállomás, Kystbanen, Øresundstog)
- Ny Ellebjerg vasútállomás (Hvidovre vasútállomás, Godsforbindelsesbanen ved København)
- Dybbølsbro vasútállomás (Ballerup vasútállomás, H)
- Vesterport vasútállomás (Østerport vasútállomás, H)
- Dybbølsbro vasútállomás (Køge vasútállomás, E, Køgebugtbanen)
- Vesterport vasútállomás (Holte vasútállomás, E)
- Copenhagen Airport, Kastrup vasútállomás (Copenhagen Airport, Kastrup vasútállomás, InterCityLyn)
- Odense vasútállomás (Aalborg Airport Station, Struer vasútállomás, Sønderborg Station, InterCityLyn)

## Képgaléria

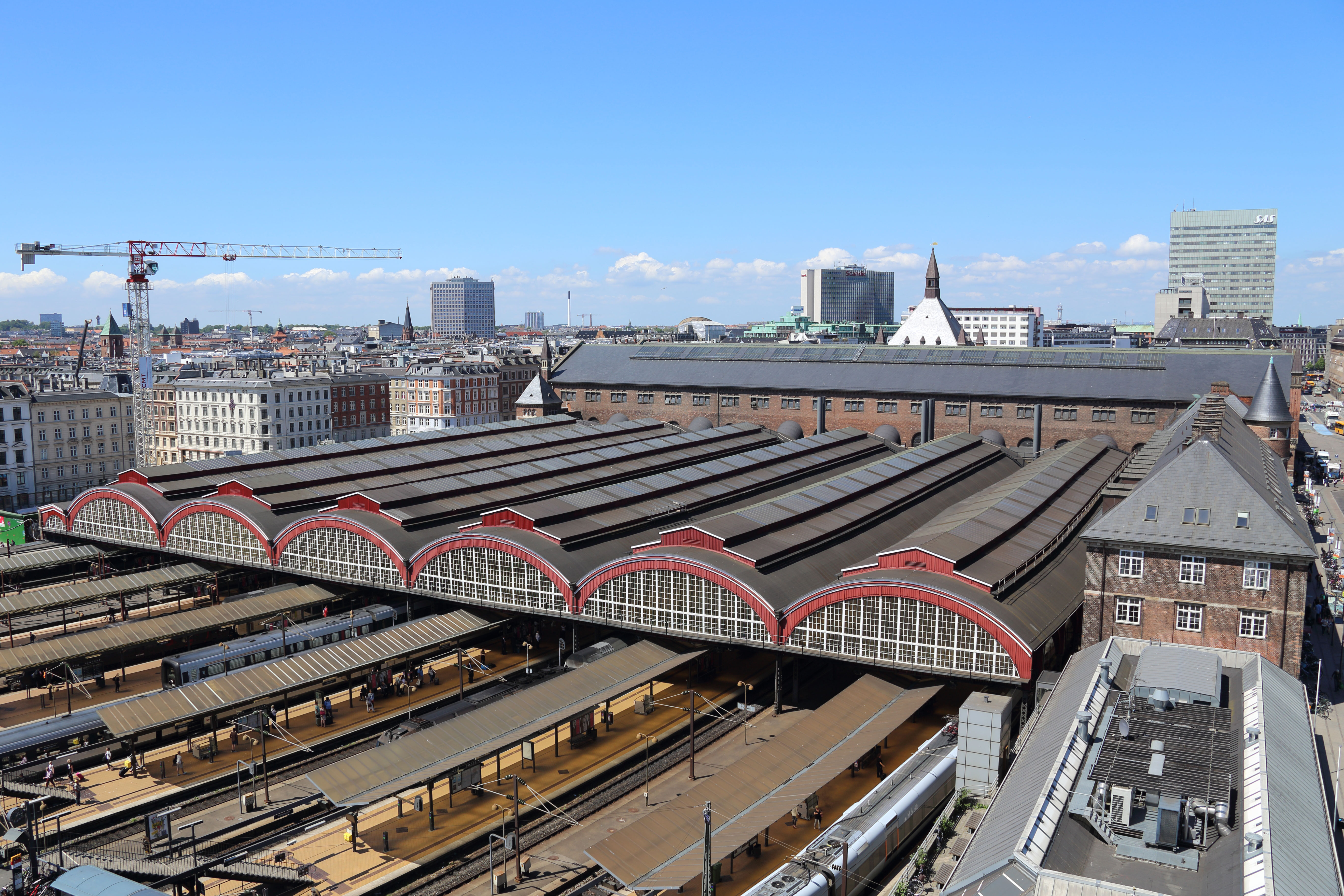
A csarnok felülnézetből
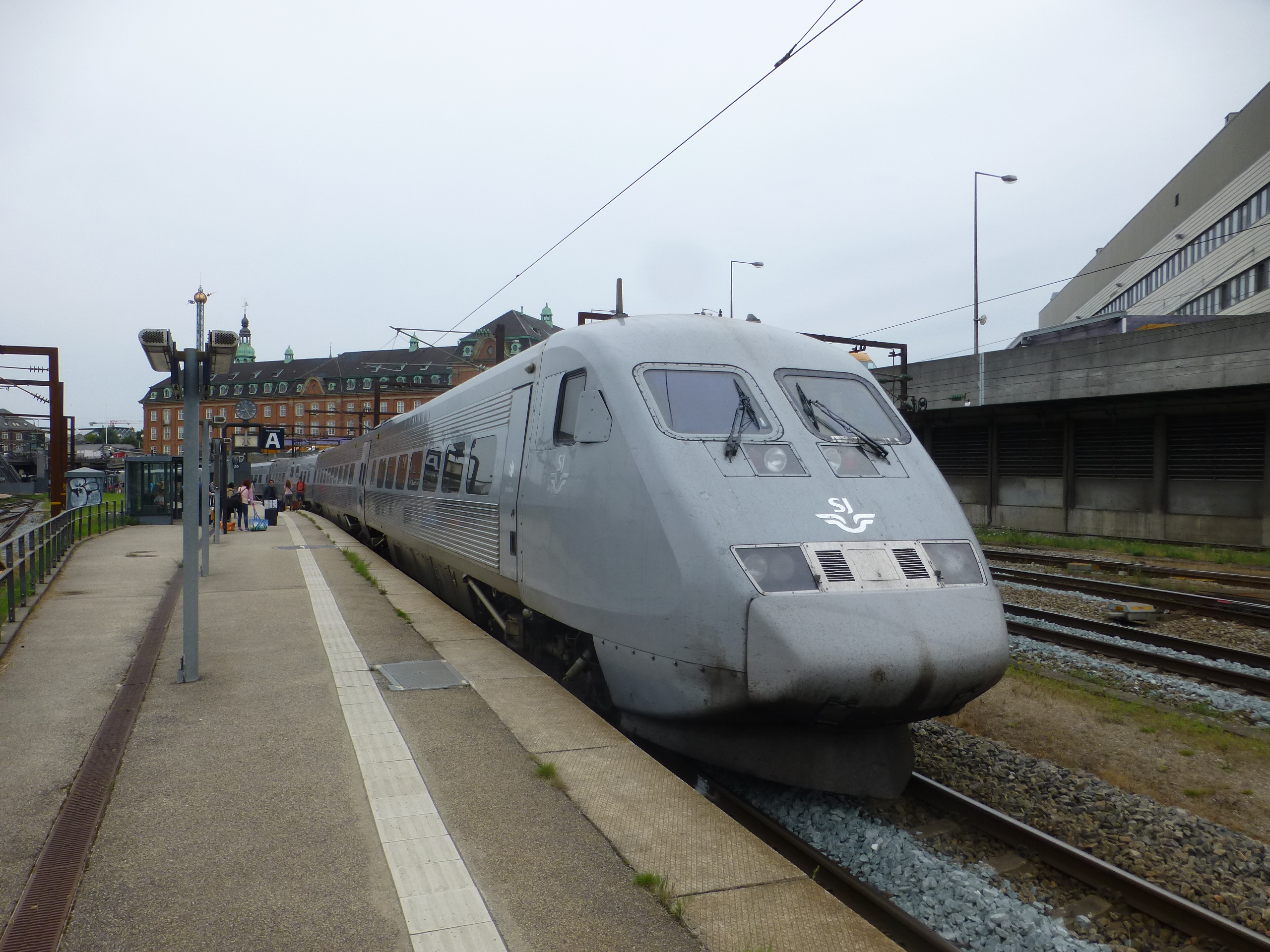
SJ X2000
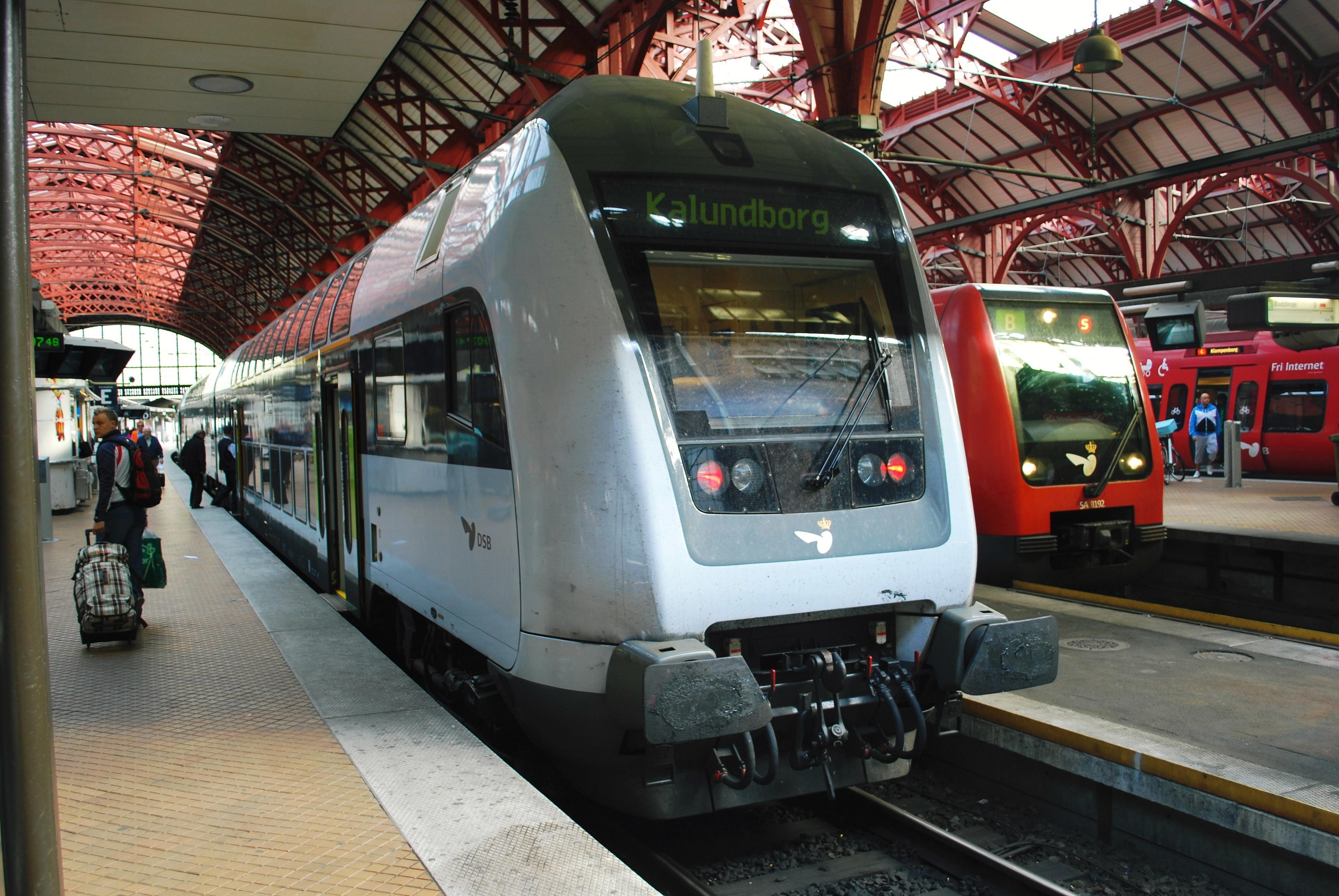
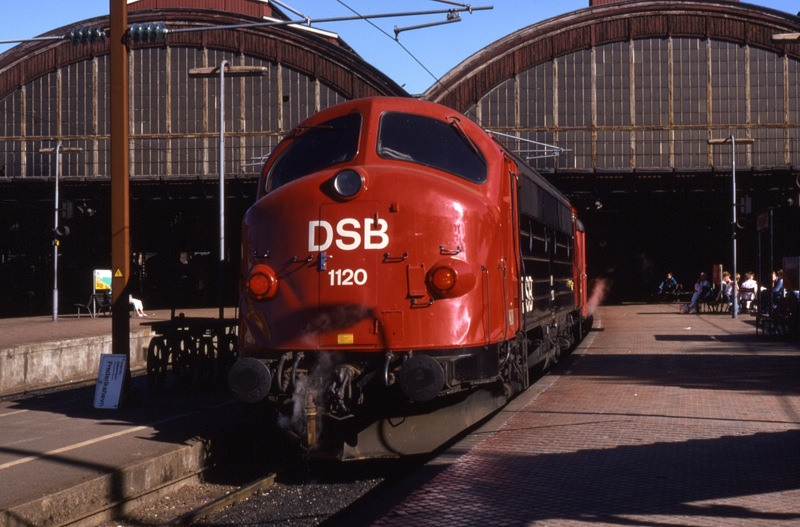